# طش ورش (مسرحية)
طش ورش مسرحية تونسية من إنتاج مينرفا للفنون الركحية في سنة 2014. كتب نص المسرحية وأخرجها الفنان والممثل مقداد الصالحي، وتمثيل زينة مساهلي والطيب الملائكي ورياض الميساوي ووليد خضراوي وغوث الزرقي ومقداد الصالحي. إنطلقت عروض المسرحية في النصف الثاني من شهر جانفي 2014 في فضاء منيفرا في مدينة سبيطلة، ولاقت نجاحا وإقبالا جماهيري ملحوظ.

## القصة
تحكي المسرحية قصة معاناة أسرة في المناطق الداخلية في تونس، بعد فقدانه لإبنها صبري الذي توفي في البحر أثناء محاولته الهجرة الغير شرعية إلى إيطاليا. وتتزايد مصاعب نعيمة، حتى تبلغ حالة من الجنون تذكرنا بقصة يغلان في كتاب السد لمحمود المسعدي، حيث تتطاول أخيرا على البحر لتعلن هزيمته أمامها. كما تتطرق المسرحية لقضايا اجتماعية وفلسفية شائكة بما فيها وضع المرأة في مجتمعاتنا العربية.

## طاقم التمثيل
- مقداد الصالحي
- زينة مساهلي في دور نعيمة
- الطيب الملائكي
- رياض الميساوي
- وليد خضراوي
- غوث الزرقي

## مواضيع ذات صلة
- سبيطلة
- مسرحية السد